# Buccel·lari
|  | Per a altres significats, vegeu «Tema dels Buccel·laris». |

El buccel·lari (en llatí bucellarius, plural bucellarii, en grec Βουκελλάριοι, literalment. 'menjagaletes') és una paraula que designava certes unitats de soldats del Baix Imperi Romà i de l'Imperi Romà d'Orient, als que no alimentava, pagava i armava l'estat, sinó una persona influent (un general o un governador), i es considerava que formaven part de "casa seva". El nom prové del pa sec o galeta que es donava com a ració a aquests guerrers.

## Descripció
Els buccel·laris formaven tropes de cavalleria d'elit que eren contractades per particulars. Al començament del segle vii, constituïen una divisió d'elit de les forces terrestres del tema d'Opsícion i estaven sota l'autoritat d'un domèstic.
Encara que sovint eren d'origen humil (camperols sense terra o guerrers expulsats del seu clan), tenien un estatus molt alt. Com a signe distintiu, portaven una mena de torca al voltant del coll, que indicava la seva professió i l'estreta relació que els unia amb el seu amo. Molts d'ells eren d'origen germànic, duien els cabells llargs i anaven armats amb un gran escut oval i una javelina llarga. Al principi, els buccel·laris eren gots o alans, però també podien ser grecs, amazics o romans. Les seves unitats eren generalment força petites, però en circumstàncies especials de guerra podien créixer fins a arribar a tenir diversos milers d'homes, ja que eren exèrcits privats i depenien de les necessitats del que contractava. Per això acostumaven a estar més ben entrenats i equipats, i també motivats, que els soldats de l'exèrcit estatal. Al segle vi, Belisari, en les guerres que va dur a terme sota Justinià I, va incorporar al seu exèrcit fins a 7.000 buccel·laris.
Els buccel·laris es van integrar tan bé en els principals exèrcits romans que la paraula va arribar a ser aplicada indiscriminadament a les tropes de cavalleria d'elit. Al segle vii, quan es van instaurar les zones de reclutament militar que constituïen la base del sistema dels temes o divisions civils i militars, un dels primers temes que va existir va ser el dels Buccel·laris, que agrupava Paflagònia, i part de Galàcia i de Frígia, a l'Anatòlia, i tenien la capital a Ancira.
A Hispània, durant el regne visigot, un buccel·lari era el servidor d'un magnat visigot, que administrava un lot de terra dins els dos terços d'hisenda que corresponien a cada magnat, i per concessió d'aquest.